# نوئل ارغوانی
نوئل ارغوانی (نام علمی: Picea purpurea) نام یک گونه از سرده کاج نوئل است.